# Ritratto di Beatrice Hastings davanti ad una porta
Ritratto di Beatrice Hastings davanti ad una porta è un dipinto a olio su tela (81 x54 cm) realizzato nel 1915 dal pittore italiano Amedeo Modigliani.
L'opera si trova a New York e fa parte di una collezione privata.
È un ritratto della scrittrice Beatrice Hastings, con cui Modigliani intrattenne una relazione sentimentale.